# Ytterlännäs gamla kyrka
Ytterlännäs gamla kyrka är en kyrkobyggnad i Ytterlännäs socken, 13 km norr om Kramfors mellan Nyland och Bollstabruk. Den tillhör Ytterlännäs församling i Härnösands stift.

## Kyrkobyggnaden
Kyrkans äldsta delar är från 1200-talet. Man tror att det på platsen tidigare funnits en hednisk offerplats, men då Sverige blev kristet på 1000-talet beslöt man sig för att bygga en kyrka här.
Enligt en tradition från Näs byggdes kyrkan av 6 bönder som kom från byar runt om i Ytterlännäs. Pål i Wäja, Funt i Mo, Kil i Lägdom, Rake i Angsta, Håletter i Stensätter och Håkan i Bollsta. Dock bortfaller det sista namnet i en annan tradition, men det är mest troligt att den från Näs stämmer eftersom det var kyrkans sedvanerätt på den tiden att 6 bönder hade rätt att bygga kyrka och avlöna präst. Dessutom förekommer även detta i den äldre Västgötalagen som skrevs på 1200-talet.
Man byggde kyrkan av vanlig gråsten med brant trätak och små gluggar till fönster, som i princip blev det enda ljusinsläppet. Eftersom man var rädd att orostider skulle komma byggde man kyrkan bastant med 1 meter tjocka stenväggar, och för att skydda sig mot oknytt som Djävulen, troll och jättar lade man till järnbeslag på dörren då man trodde att järn skyddade mot sådant. Under 1400-talet byggdes sakristian samt vapenhuset och korpartiet breddades jäms med långhusets väggar. Fönstren gjordes större och taket höjdes avsevärt då tegelvalv slogs med spiralformade pelare. Kyrkan målades också på 1400-talet eftersom bilder och helgon är viktiga i katolska kyrkan och för att man hade en skräck för tomrummet "horror Vacui" skulle man fylla varenda fläck med Guds verk för att det onda ej skulle ha plats att göra sitt otyg. Det var en grupp målare som drog runt i Ångermanland och målade kyrkorna, mästaren målade ansiktena, gesällerna målade "bladen" och lärlingarna målade schablonerna. I taket målades evangelisterna: Lukas, Markus, Johannes och Matteus och man målade också fyra kvinnliga helgon Sankta Kristina, Margareta, Gertrud och Barbera. På 1400-talet kom också ett altarskåp till kyrkan, från södra Sverige. En figur som stod i altarskåpet har försvunnit, man tror att det var Sankta Gertrud, hon blev ersatt med St. Olof. Bredvid St. Olof står Sankta Anna med Maria i famnen, som i sin tur har Jesus i famnen. Bredvid dem står Gud, med den lidande Kristus i famnen, och sedan bredvid dem står Petrus och Paulus. Längst till vänster står St. Erik. Altarskåpet var faktiskt ett skåp och dörrarna stängdes bland annat vid fastan. År 1773 brann klockstapeln ner på grund av ett blixtnedslag och elden spred sig även till kyrkans tak. Någon ny klockstapel byggdes aldrig utan ersattes av ett brutet tak med den medeltida Mariaklockan i en takryttare ovanför långhuset med en lökkupol. Flöjeln som sitter på toppen av lökkupolen tros ha suttit på den tidigare klockstapeln.
Vid mitten av 1800-talet fanns en stark opinion för att riva kyrkan eftersom man byggt Ytterlännäs nya kyrka. Domaren Carl Martin Schönmeyer på Angsta gård motsatte sig detta och det beslöts 1850 att den gamla kyrkan skulle "orubbat förblifva". Kofferdikaptenen Johan Nyberg på Johannisbergs gård gjorde stora donationer och bidrog till kyrkans räddning. Mariaklockan kom då att användas som lillklocka i nya kyrkan. Den 22 oktober 1854 hölls den sista ordinarie gudstjänsten vid Ytterlännäs gamla kyrka.
År 1937 efterlyste Gustaf Näsström donationer till restaureringar genom Stockholms-Tidningen, vilka därefter genomfördes. 1950 - till 100-årsminnet av beslutet att inte riva kyrkan - togs Mariaklockan tillbaka från nya kyrkan.
År 1964 gjorde bröderna Gösta och Torsten Melin en dokumentärfilm, intygad av professor Henrik Cornell som "den första i Sverige utförda färgfilmen av en medeltida kyrka". 1978 filmade samma personer en omfattande renovering och idag finns bägge filmerna på DVD.
År 1995 blev Ytterlännäs gamla kyrka vägkyrka och idag är den öppen med guidning, kaffestuga, medeltida verkstad, musik och många andra aktiviteter, alla dagar under sju veckor från midsommar.
Kungaparet kom på besök 1985 och då gjordes ett nytt antependium och Ytterlännäsmadonnan avbildades på framsidan av två kataloger.

## Inredning
Den nuvarande innerporten, som ursprungligen (t.o.m. sekelskiftet 1400-1500) var ytterport är typisk för en grupp tidiga romanska kyrkor då den är hög och smalnande uppåt mot en rundbåge. Dess trävirke och järnsmiden är antagligen ursprungliga och i Ångermanland känner man inte till någon äldre kyrkport.
Dörrklappen är sannolikt kyrkans äldsta inventarium och föreställer ett lejonhuvud i brons. Föremålet dateras till 800-talet är därför sannolikt betydligt äldre än kyrkan själv. Tillverkningsplatsen är dock osäker. Vissa hävdar att den härstammar från Hildesheim medan vissa hävdar att den kommer mer långväga ifrån östra medelhavet och således är av bysantinsk stil. Den senare teorin är den mest kända.
Man tror att vikingarna förde med sig lejonhuvudet, som man för övrigt tror föreställer Lejonet av Juda, till Ytterlännäs från Bysantinska riket, det vi idag kallar Italien och Turkiet. Det kan ha varit ett krigsbyte eller en gåva från de som bodde där.
Kyrkan har välbevarade kalkmålningar från omkring år 1490, utförda av Alfabetsmästaren. Man trodde länge att målningarna utförts av Eghil målare, då Henrik Cornell trodde sig ha funnit dennes signatur, maalede Eghil, i korvalvet. I slutet av 1960-talet kunde emellertid Einar Bager, efter förnyad granskning, konstatera att inskriptionens text i själva verket löd (modern översättning): "AaAbcdefghik". Detta är en inte helt ovanlig typ av alfabetisk skrift i kyrkor, och utgör en så kallad ontavvärjande bokstavsslinga. Utsmyckningarna är intressanta att studera och de kan sägas företräda en självständig utveckling av den uppländska Tierpsskolan. Under 1700-talet vitkalkades väggarnas helgonbilder - förutom Ursulabilden som var täckt av det gamla altarskåpet. Likaså förblev takets bilder orörda och därigenom bevarade.
Idag består kyrkans golv av trä, men det är sannolikt att kyrkan hade jordgolv ända fram till 1600-talet. Dessutom saknades bänkar fram till samma årtionde. Innan bänkarna insattes deltog människor i gudstjänsterna växelvis stående och knäböjande. De nuvarande bänkarna insattes i början av 1700-talet.
Den äldsta läktaren är daterad 1652. Övriga läktare tillkom under nästkommande sekel. Även predikstol, altaruppsats samt en nattvardsskulptur med tretton lärjungar tillverkades under 1700-talet.
Den så kallade Ytterlännäs-madonnan från Haaken Gullesons verkstad är förmodligen en donation från ärkebiskop Jacob Ulfsson Örnfot vid dennes besök i socknen år 1507. Det fanns 4 tillhörande figurer till Madonnan som man kunde ta hem då man behövde hjälp, men dessa har försvunnit.
Dopfunten är gjord i marmor från Gotland under 1300-talet och från samma århundrade härstammar triumfkrucifixet och altarskåpet. Det senare är i Lübeckstil och har en bild av Nådastolen.

## Galleri

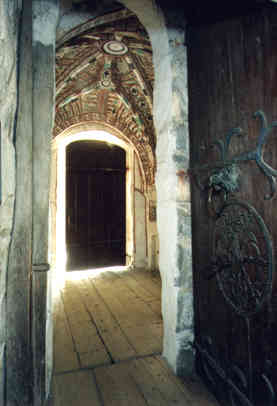
Vapenhus, 1400-tal.
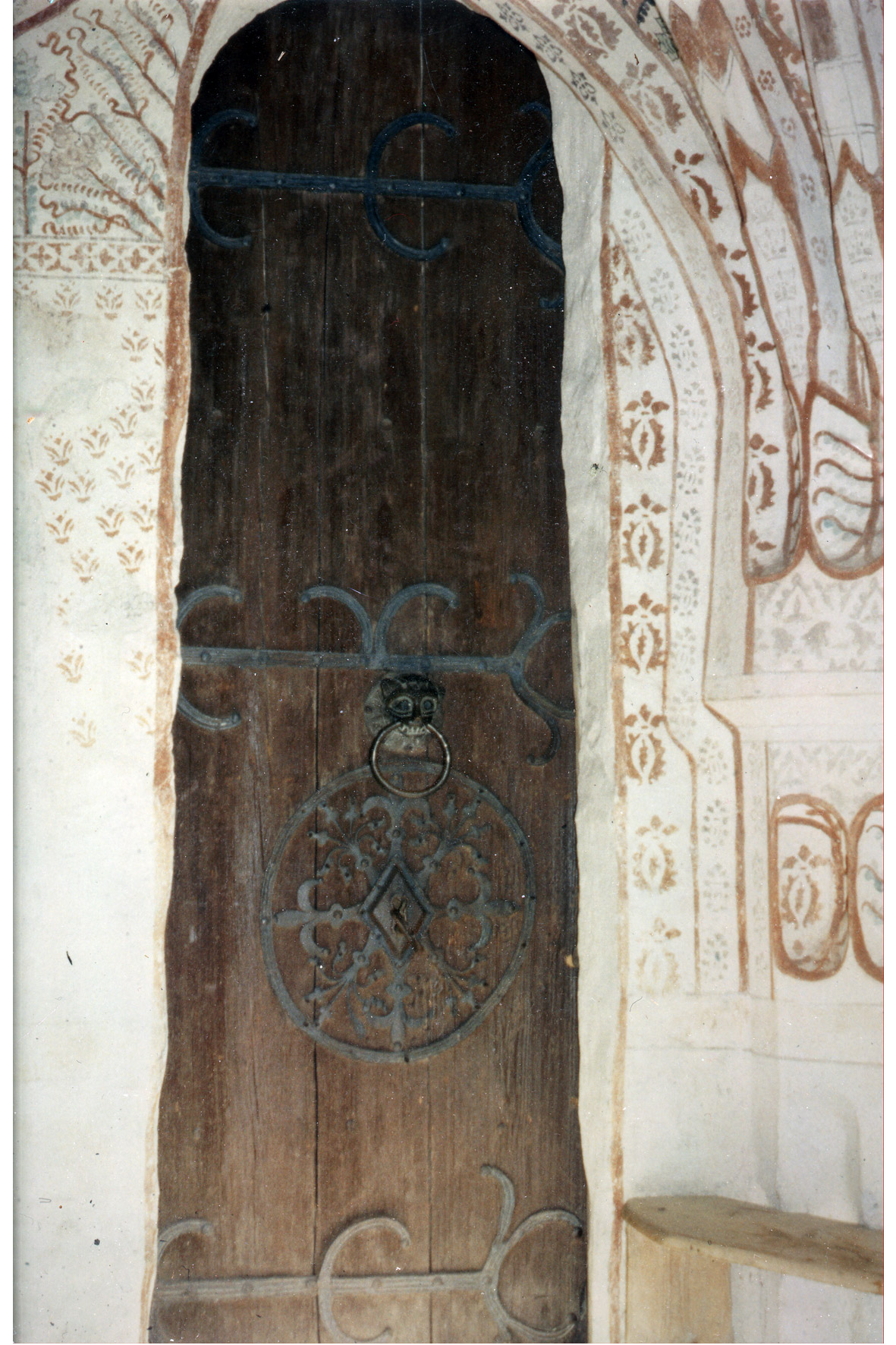
Den ursprungliga ytterdörren, 1200-tal.
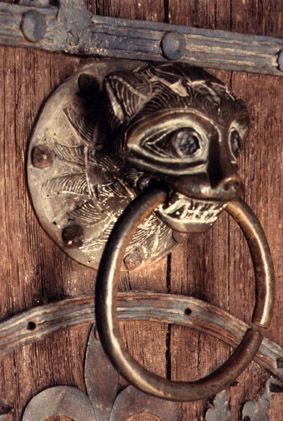
Lejonhuvudet, 800-tal.
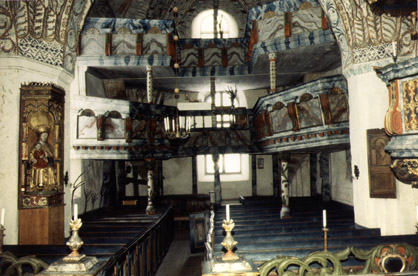
Interiör mot väster.
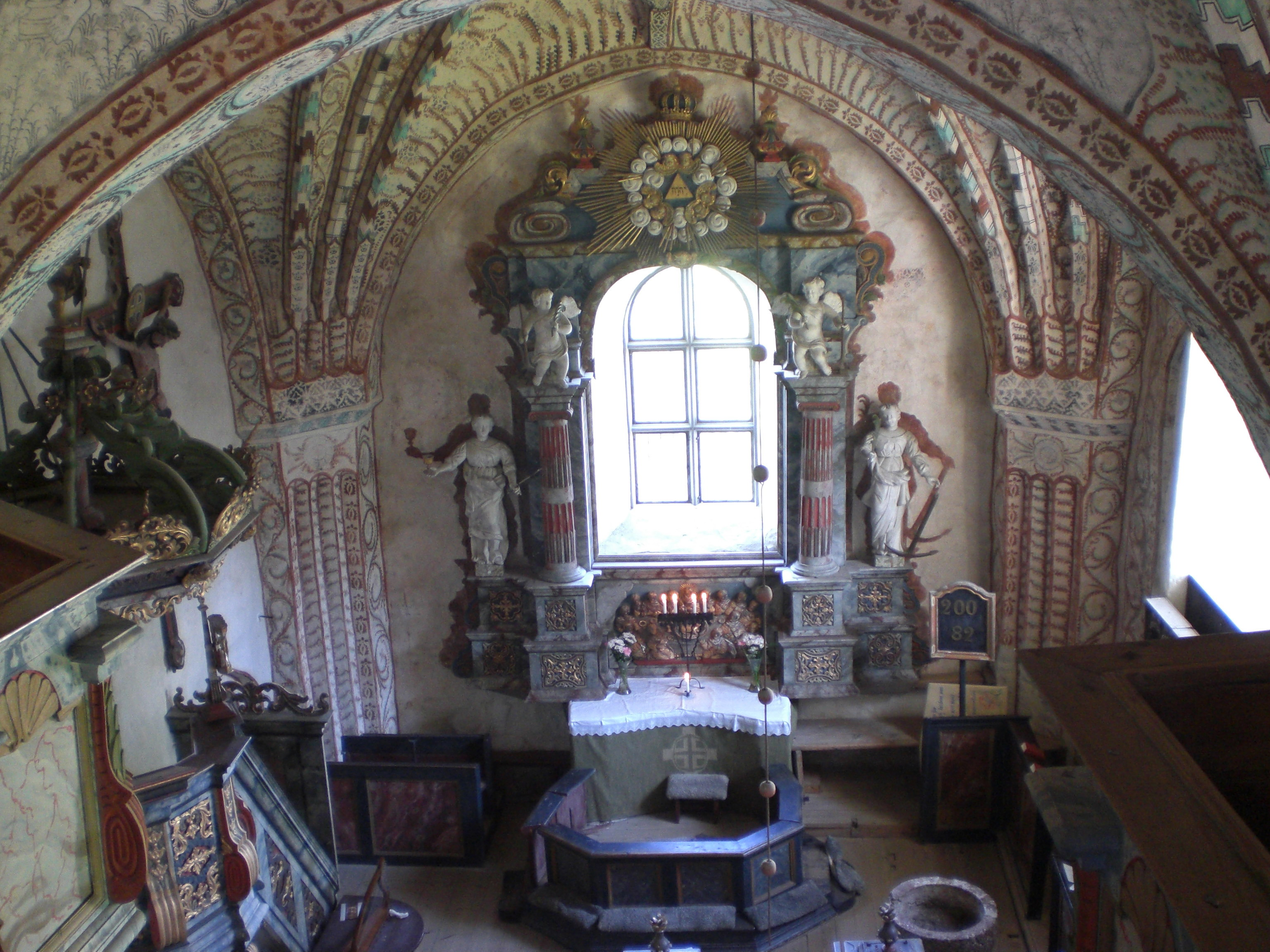
Koret med altaruppsats från 1700-talet.
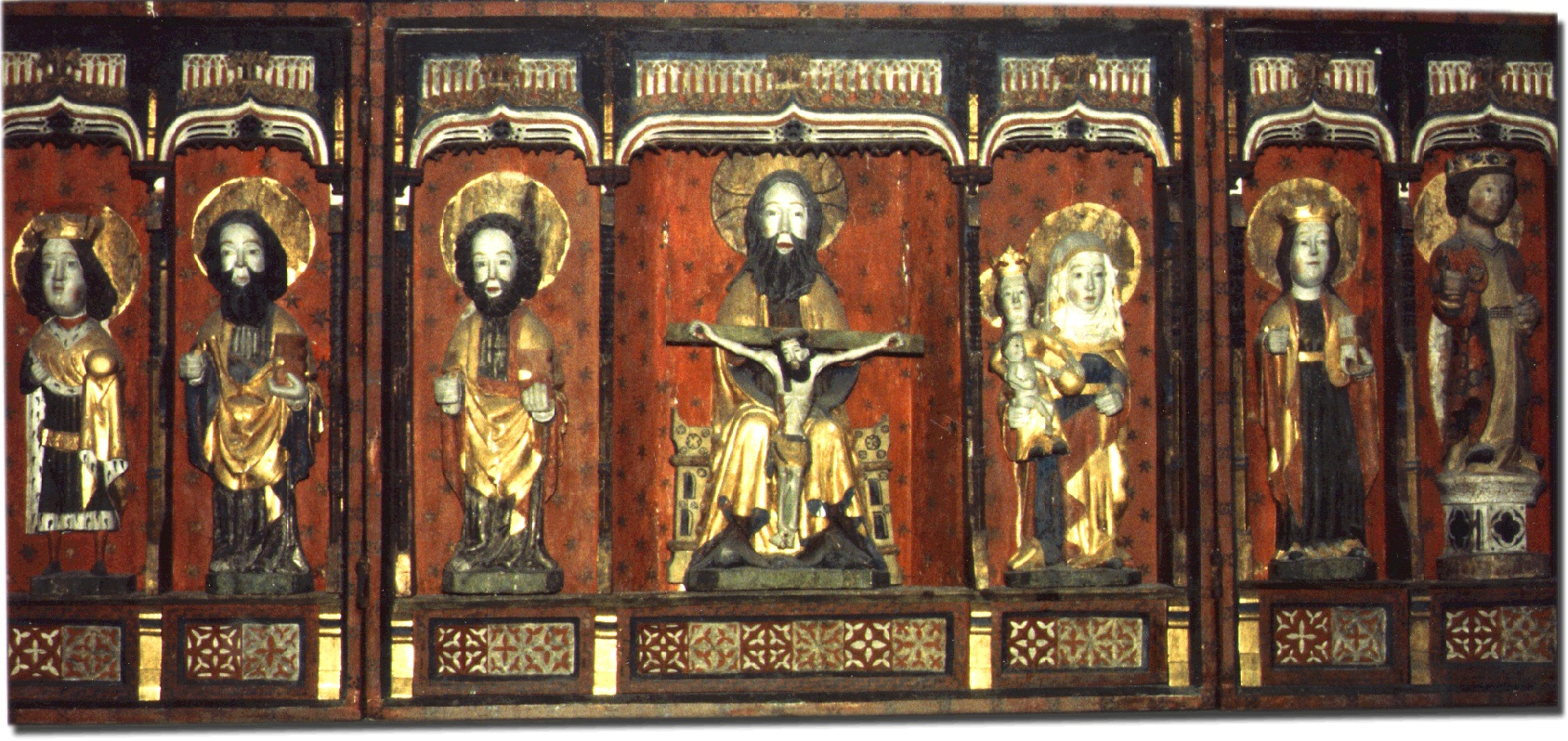
Altarskåp, 1400-tal.
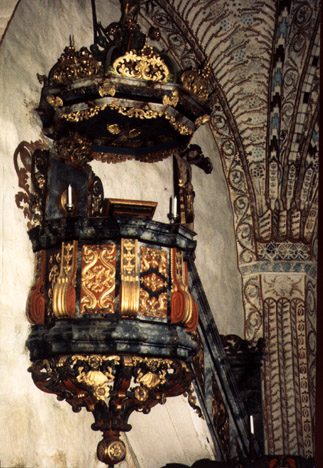
Predikstol, 1700-tal.
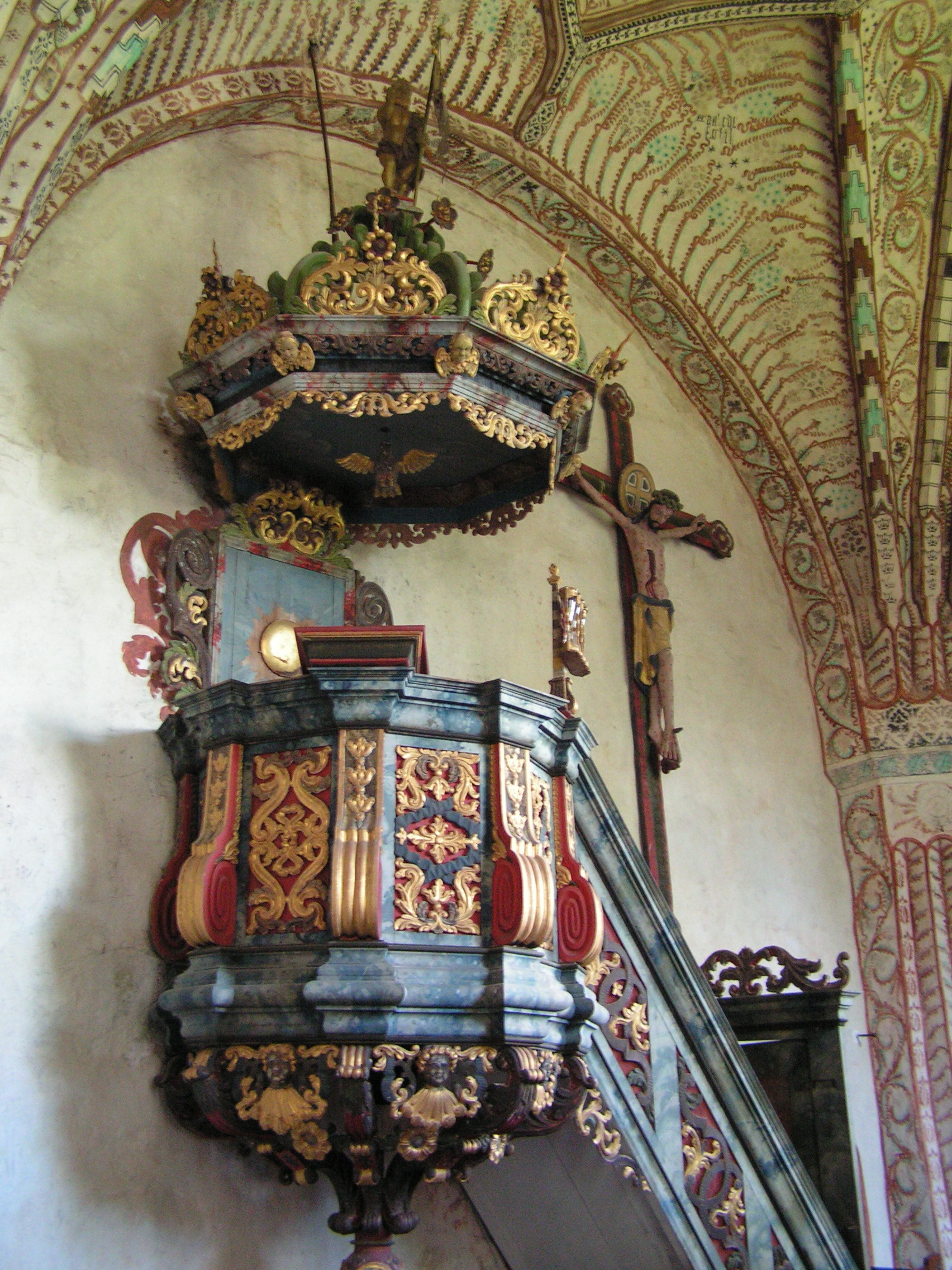
Predikstol och krucifix.
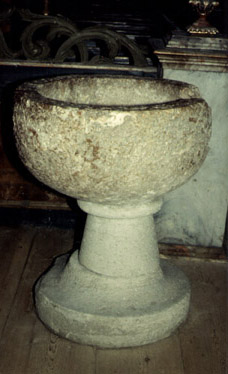
1300-talsdopfunt från Gotland.
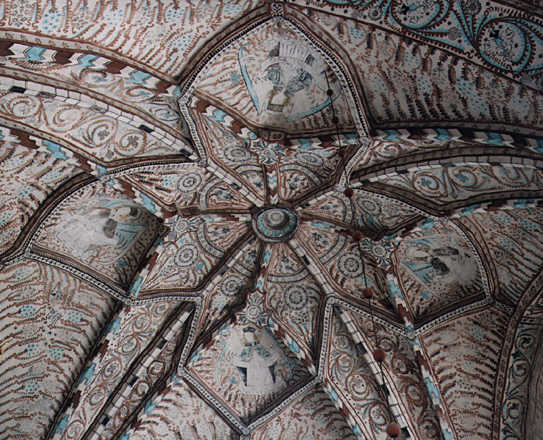
Korvalv, 1400-tal.
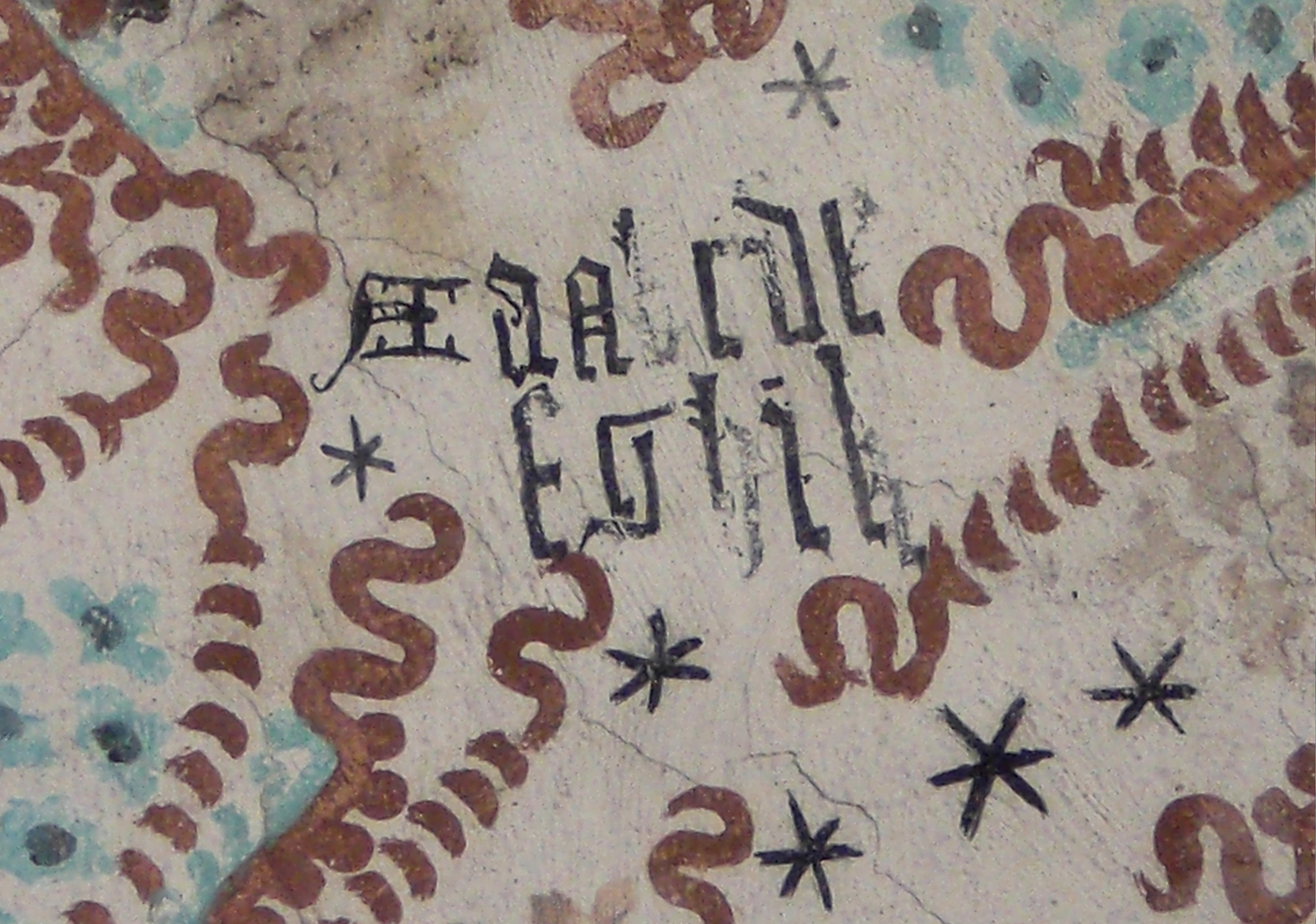
En ontavvärjande bokstavsslinga.
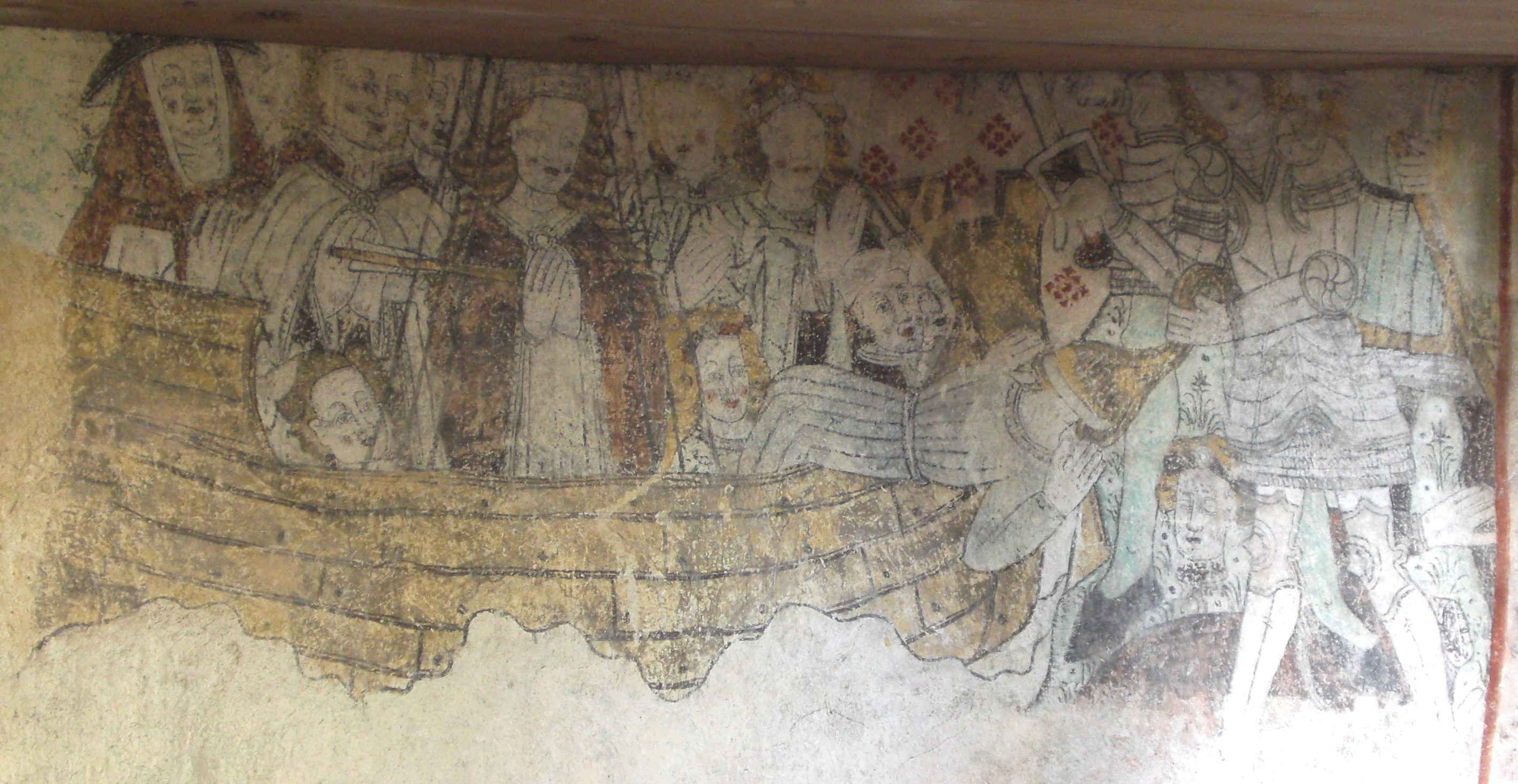
Kalkmålning, Sankta Ursula..
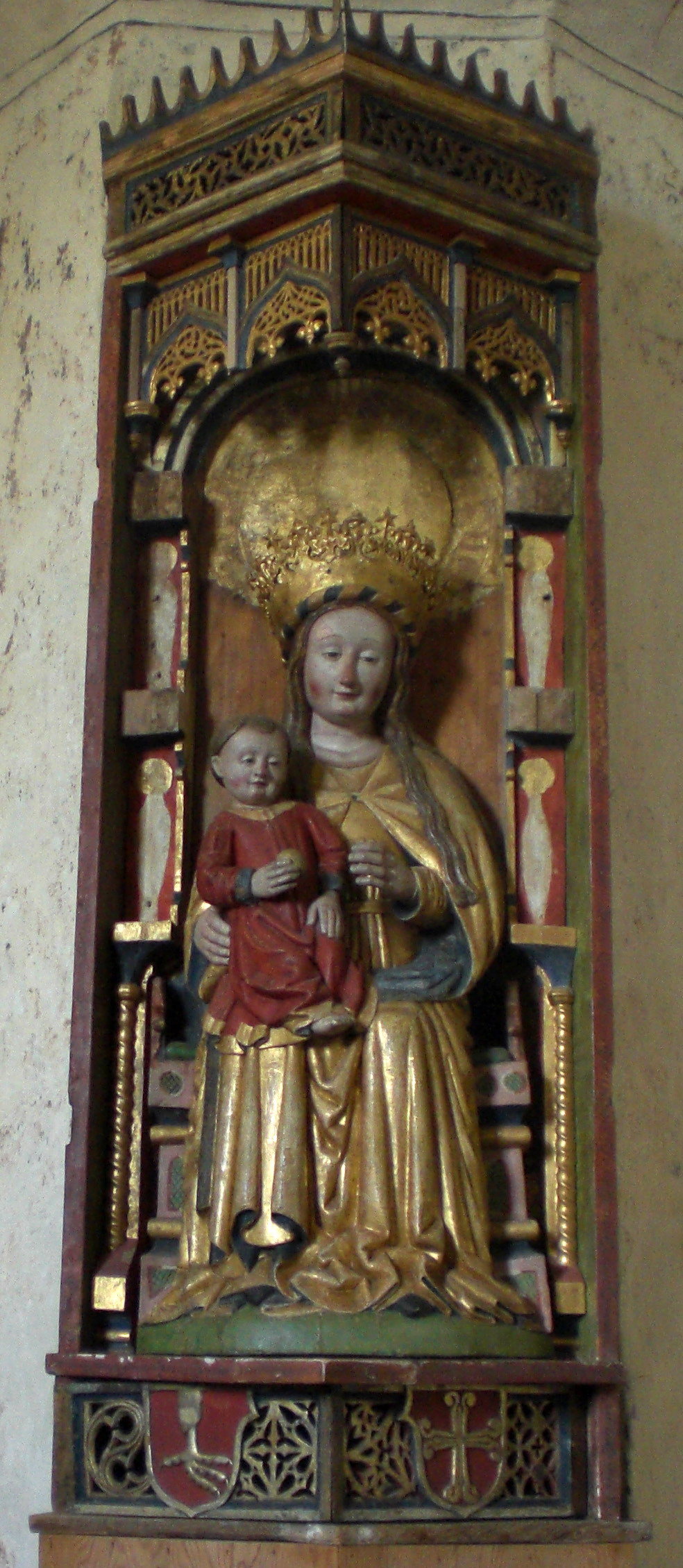
Haaken Gulleson Madonna, cirka 1507.
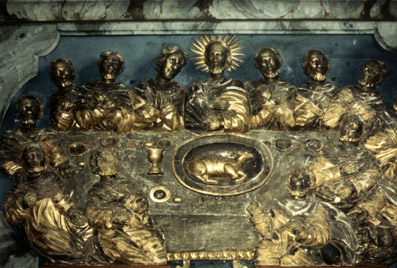
Nattvardsskulptur med tretton lärjungar, 1700-tal.